# La Collation
La Collation (en espagnol La Merienda)) est une peinture à l'huile sur toile réalisée par Luis Meléndez (1716-1780) vers 1772 et conservée au Metropolitan Museum of Art de New York (numéro d'inventaire 1982.60.39). Ce grand tableau mesure 105,4 × 153,7 cm.

## Description
Cette nature morte en plein air présente un assortiment de fruits et deux miches de pain. Les fruits sont disposés à l'ombre d'un chêne contre une butte, au fond à gauche la perspective de campagne montre des collines et un jeune arbre, sous un ciel bleu légèrement nébuleux. La scène se déroule à la fin de l'été comme l'indiquent les trois coings à gauche et la corbeille d'osier de raisins à l'arrière-plan à droite. Les fruits sont disposés sur une roche plate en légère contre-plongée donnant une impression de monumentalité avec des volumes ronds. On remarque à côté des coings une assiette d'abricots, une tranche de melon issue d'un melon blanc ouvert avec des pépins épars au sol, une poignée de prunes et à droite deux miches rondes de pain de couleur blonde sur un couteau. Derrière les boules de pain, un panier tressé est recouvert d'un linge blanc froissé d'où apparaissent les bords d'assiettes blanches au liseré bleu (de la poterie de Puente de Arzobispo), devant un petit tonnelet. Entre ce panier et le melon se dresse une bouteille de vin rouge devant la corbeille de raisins. Derrière l'assiette d'abricots, l'on distingue un saladier de céramique brune d'Alcorcón recouvert d'une assiette blanche renversée qui laisse passer le manche d'une cuillère de bois. Enfin au troisième plan un gros pichet de cuivre reflète un trait de lumière orangé vertical. Toute la scène évoque la préparation d'un pique-nique d'une après-midi de fin d'été. La composition est une réflexion géométrique illuminée d'une lumière de biais mettant en valeur une gamme chromatique de jaunes et de verts en contraste avec des notes blondes et d'un brun léger. 
Son cadre rectangulaire en accolades montre des angles sculptés dans le goût rococo avec des petits reliefs de la collection du Metropolitan Museum of Art.
Jusqu'au milieu du XIXe siècle, ce tableau faisait partie de la collection du marquis Gaspar de Remisa, à Madrid, puis de ses descendants jusqu'au milieu du XXe siècle ; il a été acquis en 1982 de la collection privée Jack et Belle Linsky.